# Здание профтехучилища 86 Сталепрокатного завода
Здание профтехучилища 86 Сталепрокатного завода (Профессионально-реабилитационный центр) — здание в стиле советского модернизма. Расположено в Василеостровском районе Санкт-Петербурга, современный адрес — 26-я линия Васильевского острова, 9 (ранее дом 11).
До постановления ЦК КПСС и Совета Министров от 23 июня 1972 года «О дальнейшем совершенствовании системы профессионально-технического образования», включая п. 17 «принять меры по улучшению строительства учебных заведений профтехобразования», ПТУ в Ленинграде строились по московскому типовому проекту — три блока с переходами вне зависимости от подготавливаемых специальностей.
Здание построено в 1974—1979 годах на месте жилых домов конца XIX-начала XX веков, архитекторы Ю. В. Билинский, В. Н. Кондраков, инженеры О. Г. Бельтюков, В. И. Дивеева. Согласно В. Береславскому, объёмы межэтажных лестниц и полукруг у входной части дома воспринимается как «мощные валки прокатного стана», а металлические выколотки вдоль фасада «перекликаются с полотном стальной ленты, текущей меж валков при прокатке». В основном фасад облицован большеразмерной бетонной плиткой. За главным фасадом расположены учебные классы, со стороны Косой линии — мастерские, расположенные под углом к первому этажу. Во дворе расположено здание общежития с полукруглыми железными балконами. Из атриума комплекса можно попасть в оформленные мозаикой или деревянными панелями библиотеку, столовую, актовый и спортивный залы.